# Radek Šlouf
Radek Šlouf (Pilsen, 30 de octubre de 1994) es un deportista checo que compite en piragüismo en la modalidad de aguas tranquilas.
Participó en los Juegos Olímpicos de Tokio 2020, obteniendo una medalla de bronce en la prueba de K2 1000 m.
Ganó dos medallas de bronce en el Campeonato Mundial de Piragüismo, en los años 2017 y 2021, y una medalla de plata en el Campeonato Europeo de Piragüismo de 2025.

## Palmarés internacional
| Juegos Olímpicos   | Juegos Olímpicos         | Juegos Olímpicos  | Juegos Olímpicos |
| Año                | Lugar                    | Medalla           | Competición      |
| ------------------ | ------------------------ | ----------------- | ---------------- |
| 2020               | Tokio (Japón)            | Medalla de bronce | K2 1000 m        |
| Campeonato Mundial |                          |                   |                  |
| Año                | Lugar                    | Medalla           | Competición      |
| 2017               | Račice (República Checa) | Medalla de bronce | K4 500 m         |
| 2021               | Copenhague (Dinamarca)   | Medalla de bronce | K4 500 m         |
| Campeonato Europeo |                          |                   |                  |
| Año                | Lugar                    | Medalla           | Competición      |
| 2025               | Račice (República Checa) | Medalla de plata  | K4 500 m         |